# Tofu (banda)
Tofu es una banda musical de Indonesia, formada en el 2001. Está integrada por tres miembros, Anton Budinugroho (2 de abril de 1977), Fla Priscilla (1 de septiembre de 1976), y Arief (reemplazando a Uya Kuya). Su primer álbum fue lanzado en 2001, cuyo título coincide con el nombre de la banda "Tofu". Uya Kuya en 2003 optó por seguir su carrera musical en solitario.

## Discografía
- Tofu (2001)
- Dua (2003)
- Dua (Neoformation) (2004)
- The Best of Tofu Playlist (2006)